# Mahmud-e Raqi
Mahmud-e Raqi é uma cidade do Afeganistão localizada na província de Kapisa.